# Joan de Batlle i Ribas
Joan de Batlle i Ribas (Sant Feliu de Llobregat, 1883 - Castellbisbal, 1936) fou un advocat i polític català.
Era fill d'Eduard de Batlle i Villarroya (1852-1920), substitut del Registre de la Propietat de Sant Feliu de Llobregat que havia lluitat en la Tercera Guerra Carlina i més endavant, al començament del segle xx, havia estat president de la Junta carlina del districte i d'Aniceta Ribas i Castells (1852-1933), nascuda a Molins de Rei. El seu avi patern, Josep de Batlle i Gual, havia nascut a Mataró el 1814 i va arribar a Sant Feliu en qualitat de liquidador-recaptador sobre translacions de domini; mentre que la seva àvia, Maria Vicenta Villarroya i Merino, procedia de Valdealgorfa, un petit municipi del Baix Aragó. Dos dels seus oncles havien estat regidors a Sant Feliu. Un d'ells, Manuel de Batlle i Villarroya, ho va ser com a carlí durant el Sexenni Democràtic, i Carles Lluís de Batlle i Villarroya va ser tinent d'alcalde el 1894, formà part de la Comissió d'Hisenda i fou alcalde de Reial Ordre entre el 1895 i el 1898.
Joan de Batlle i Ribas va estudiar Dret i va treballar com a procurador causídic. Tenia establert el seu bufet a Sant Feliu de Llobregat al carrer de Falguera, 20 i després al carrer de la Rectoria, 15.
Des de principis del segle xx formava part del Círcol Tradicionalista de Sant Feliu de Llobregat com a secretari. Es presentà a les eleccions municipals del 1909, però fou derrotat per la candidatura autonomista republicana. Després de l'enfrontament entre carlins i lerrouxistes a Sant Feliu el 1911, on van morir cinc persones, Joan de Batlle fou un dels tradicionalistes de Sant Feliu detinguts. Va ingressar a presó i fou posat en llibertat alguns dies després amb una fiança de 1000 pessetes en metàl·lic fins al judici, que es va celebrar a l'abril del 1914. Al maig del mateix any formà part de la Comissió organitzadora dels primers Jocs Florals de Sant Feliu de Llobregat, on els carlins van tindre un gran protagonisme.
El 1923 era regidor a l'Ajuntament de Sant Feliu i, juntament amb el seu cunyat i correligionari Joan Sans i Martí, formava part del govern local en una coalició dels tradicionalistes amb la Lliga que havia donat l'alcaldia al regionalista Jaume Sans i Font, però tots els regidors van ser destituïts amb la proclamació del Directori militar de Primo de Rivera.
Com a cap de la Comunió Tradicionalista al districte de Sant Feliu de Llobregat, l'any 1930 va participar en la inauguració del nou Casal Tradicionalista del Baix Llobregat. Poc després dirigí amb Llorenç Martí a Sant Feliu el periòdic quinzenal carlí Espanya Federal (1931-1936) fins a l'any 1935, en que se'n va fer càrrec Enric Sarradell. També va ser corresponsal del diari tradicionalista madrileny El Siglo Futuro i presidí a Sant Feliu la Junta-Comissió de l'Associació de propagandistes d'El Correo Catalán.
A l'octubre del 1932 va signar, amb la resta de dirigents tradicionalistes del Baix Llobregat, un manifest en contra de la Llei de confessions i congregacions religioses del govern de Manuel Azaña. En les eleccions municipals de gener del 1934 fou escollit regidor per la candidatura dretana Defensa Ciutadana. S'oposà al moviment d'octubre, però es preocupà d'aconseguir la llibertat dels detinguts a Sant Feliu. Al març del 1935 va presentar una conferència d'Enric Sarradell Pascual sobre aquest tema al Casal Tradicionalista santfeliuenc.
A més de la seva activitat política i periodística, va ser president de la Germandat de socorros del Casino Santfeliuenc i membre de la Junta parroquial pel sosteniment del Culte i Clero amb Josep Ricart i d'altres. El 27 d'agost del 1933 participà en la fundació a Sant Feliu de l'Associació de Pares de Família, de la qual fou nomenat president.
Després de l'esclat de la Guerra Civil espanyola, va morir assassinat per milicians esquerrans a la carretera de Terrassa-Martorell, en el terme municipal de Les Fonts, amb tretze santfeliuencs més, el 23 d'agost de 1936. Les despulles de tots ells van ser traslladades del cementiri de Terrassa al de Sant Feliu de Llobregat cinc anys després, el 23 d'agost de 1941, i foren dipositades en un panteó-mausoleu. Joan de Batlle estava casat amb Eulàlia Sans Martí (1885-1954) i era pare d'una noia de 23 anys, Josepa (1912-1982), i d'un noi de 21, Eduard de Batlle i Sans (1915-1964), qui es va haver d'amagar durant la guerra, fou procurador dels tribunals i a la dècada de 1940 va ser cap local de la Falange a Sant Feliu.